# Артаван (Вайоцдзорская область)
Артаван (арм. Արտավան) — село в Вайоцдзорской области Армении.

## География
Село расположено в юго-восточной части марза, вблизи истока реки Артаван, на расстоянии 32 километров к юго-востоку от города Ехегнадзор, административного центра области. Абсолютная высота — 1880 метров над уровнем моря.
Климат
Климат характеризуется как умеренно холодный, влажный (Dfb в классификации климатов Кёппена). Среднегодовая температура воздуха составляет 6,8 °C. Средняя температура самого холодного месяца (января) составляет −5,2 °С, самого жаркого месяца (июля) — 18,4 °С. Расчётная многолетняя норма атмосферных осадков — 471 мм. Наибольшее количество осадков выпадает в мае (80 мм).

## История
Прежнее название села — Джул.
19 апреля 1950 года село Джул Азизбековского района Армянской ССР было переименовано в Артаван.

## Население
| Год переписи | Население          | Население          | Население          | Население            | Население            | Население            |
| Год переписи | Наличное население | Наличное население | Наличное население | Постоянное население | Постоянное население | Постоянное население |
| Год переписи | Всего              | Мужчины            | Женщины            | Всего                | Мужчины              | Женщины              |
| ------------ | ------------------ | ------------------ | ------------------ | -------------------- | -------------------- | -------------------- |
| 2001         | 425                | 215                | 210                | 379                  | 193                  | 186                  |
| 2011         | 321                | 160                | 161                | 321                  | 160                  | 161                  |

| Год  | Численность | Численность |
| ---- | ----------- | ----------- |
| 1897 | 433         | [ 9 ]       |
| 1926 | 380         | [ 9 ]       |
| 1939 | 460         | [ 9 ]       |
| 1959 | 588         | [ 9 ]       |
| 1979 | 336         | [ 9 ]       |
| 2001 | 379         | [ 9 ]       |
| 2011 | 321         | [ 10 ]      |